# Dun Boraige Moire

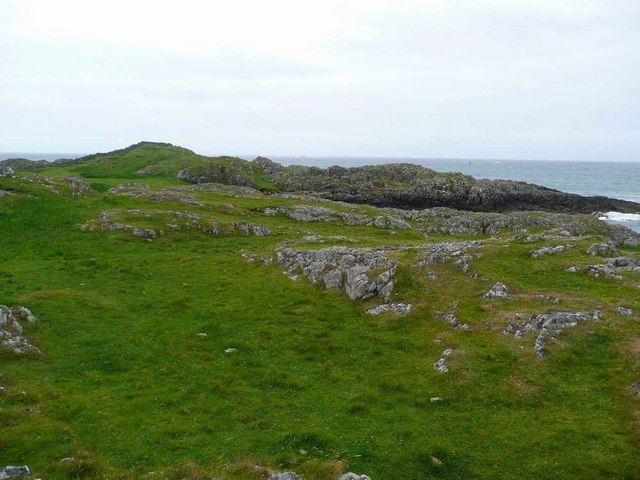
Dun Boraige Mor

Dun Boraige Mor (im Sinne von „große Burg“ – auch Dun Ruabh Boraige Moire) ist wahrscheinlich ein bis auf den Grund galerierter Semi-Broch (wie der besser erhaltene Semi-Broch Dùn Mòr). Dun Boraige Mor liegt bei Sràid Ruadh auf der Insel Tiree (schottisch-gälisch Tiriodh [ˈtʲʰiɾʲəɣ]) der Inneren Hebriden, in Argyll and Bute in Schottland auf einem Hügel, ist sehr verfallen und mit Rasen bedeckt. „Boraige“ scheint eine Verballhornung des nordischen Wortes „Borg“ zu sein. Die Anlage wurde 1880 vom Duke of Argyll (1823–1900) ausgegraben.
Der etwa 1,0 m breite Zugang befindet sich auf der Südostseite und war im Jahre 1903 ebenso wie Spuren von Rundhütten im Innenraum noch gut erkennbar. Dun Boraige Moire steht etwa 100 m von der Küste, auf dem Gipfel einer felsigen Landzunge. Es ist oval und misst etwa 12,0 × 9,0 m, die Mauern liegen in der Dicke bei etwa 4,0 m im Osten und mindestens 5,0 m im Süden.
Die Außenmauer ist im besten Fall bis zu einer Höhe von 0,7 m erhalten. Der Innenraum ist weitgehend von herabgefallenem Mauermaterial bedeckt. Eine Besonderheit der Wand ist das Vorhandensein von interner Verkleidung, von der Spuren an mehreren Stellen zu sehen sind. Dun Boraige Mor wurde im Südwesten und Südosten von einer Außenmauer begleitet. Die isolierten Abschnitte können Teile einer ursprünglich größeren Mauer sein, die dem Dun und dessen Zugang zusätzlich Schutz gaben.